# Miasto Tuzla
Miasto Tuzla (boś. Grad Tuzla) – jednostka administracyjna w Bośni i Hercegowinie, w kantonie tuzlańskim. W 2013 roku liczyła 110 979 mieszkańców.